# Ingena
Ingena là một chi bướm đêm thuộc họ Geometridae.